# Siekierczyn (gmina)
Pour la localité, voir Siekierczyn.
Siekierczyn est une gmina rurale du powiat de Lubań, Basse-Silésie, dans le sud-ouest de la Pologne. Son siège est le village de Siekierczyn, qui se situe environ 9 km à l'ouest de Lubań, et 130 km à l'ouest de la capitale régionale Wrocław.
La gmina couvre une superficie de 49,55 km2 pour une population de 4 517 habitants.

## Géographie
La gmina est bordée par la ville de Lubań et les gminy de Lubań, Platerówka, Sulików et Zgorzelec.
La gmina contient les villages de Nowa Karczma, Pisaczów, Ponikowo, Rudzica, Siekierczyn, Wesołówka, Wyręba et Zaręba.